# Single e disponibile
Single e disponibile (Soltera Codiciada) è un film del 2018 diretto da Bruno Ascenzo e Joanna Lombardi.
Commedia sentimentale in cui una ragazza peruviana fatica ad uscire da una lunga relazione ma poi impara ad apprezzare la condizione di single.

## Trama
María Fé, dopo una relazione di sei anni, viene mollata dal suo ragazzo Matias via Skype.
Lei è a Lima lui da tempo a Madrid per lavoro, ma la distanza non può bastare a giustificare una rottura che sconvolge la vita dell'estroversa ventottenne peruviana. L'amica del cuore Natalia, vedendola depressa, la convince a prendere una coinquilina per condividere la sua grande casa. Arriva così Carolina, giramondo sensibile che si rivelerà la compagna perfetta per lei.
Il lavoro di creativa pubblicitaria non le dà soddisfazione anche per via di un capo apparentemente di larghe vedute, ma in realtà maschilista e ottuso, e lo "spettro" di Matias aleggia sempre intorno a lei. Così, tra pericolose ricadute e fughe repentine, la situazione sentimentale di María Fé resta confusa nonostante lei ufficialmente sia single ormai da mesi.
Natalia la stimola a riprendere i suoi sogni messi da parte durante la relazione ormai chiusa. Così María Fé comincia a scrivere un blog in cui sfogare le sue sofferenze di cuore potendo così essere d'aiuto a ragazze nelle sue stesse condizioni. "Single e disponibile" diventa in breve seguitissimo e María Fé miete successi anche sul lavoro, benché non segua i consigli del capo.
Ad una festa di matrimonio María Fé ritrova inaspettatamente Matias che, per altro, si dice pentito e la invita a Madrid per coronare il loro amore. La ragazza, nonostante la volontà iniziale di respingerlo, cede alla vecchia fiamma e dopo una notte nella quale sembra tornato tutto come un tempo, prende tempo per rispondere alla proposta di trasferirsi.
Ascoltando le parole dell'amica Natalia, María Fé sceglie ciò che è meglio per sé e non per gli altri. Dice no a Matias, si licenzia dal lavoro nonostante una promozione, e si dedica a scrivere un libro, assecondando la sua vera grande passione.

## Distribuzione
Il film è uscito in Perù il 31 maggio 2018, è stato distribuito poi a livello mondiale sulla piattaforma Netflix.